# Ricarda Cobacho
Ricarda Ana Cobacho Cañete (Jauja, 1900-Lucena, 5 de noviembre de 1936) fue una maestra asesinada en los comienzos de la guerra civil española.

## Biografía
Ricarda Cobacho, que provenía de una familia socialista,  regentaba junto a su familia una tienda de comestibles. Además, trabajaba como maestra del Centro Obrero Socialista y era escribiente para sus vecinos. Tenía cuatro hijos menores de edad. Durante la Segunda República, se enfrentó con un guardia civil por apoyar la construcción de una escuela en lugar de un cuartel, por lo que él comenzó a enviarle notas amenazantes. A pesar de esas amenazas, decidió denunciar al guardia civil en la Comandancia de Córdoba, lo que resultó en el traslado de este a Málaga.
Tras el Golpe de Estado de 1936, el guardia civil regresó a Jauja, lo que hizo que Cobacho se trasladara a Córdoba y se hospedara en una pensión durante dos meses, al igual que sus hermanos, quienes también huyeron de Jauja al estar afiliados a la Unión General de Trabajadores (UGT). Durante este tiempo, sus hijos quedaron al cuidado de su esposo. Sin embargo, a finales de octubre de 1936, decidió regresar a su pueblo.
Mientras tanto, en Jauja, el guardia civil se había convertido en jefe de los requetés y junto a un falangista de Lucena, que poseía tierras en Jauja, sembraban el terror. Cuando Cobacho regresó, él aprovechó la oportunidad para vengarse. La detuvo junto a su madre, su hermana y una amiga de la familia, Rosalía Ruiz Cobacho, de 52 años. Las mantuvieron presas durante varios días en el cuartel, donde fueron sometidas a interrogatorios brutales, les raparon el cabello y las obligaron a tomar aceite de ricino. A pesar de ser todas liberadas en un principio, Cobacho fue detenida nuevamente poco tiempo después. Esta vez, la detención se produjo porque la familia se negó a proveer productos de su tienda de ultramarinos a los guardias civiles. En el cuartel, Cobacho sufrió más interrogatorios con el objetivo de que revelara el paradero de sus hermanos Juan y Manuel, que habían huido del pueblo. Fue asesinada el 5 de noviembre de 1936. Pocos días después, su cuerpo semienterrado y destrozado fue encontrado en un arroyo por un conocido de la familia quien la enterró completamente.

## Memoria histórica
Rocío Borrego, su hija, pidió en 2004 que se considerara "desaparición forzosa" (delito que no prescribe) y no asesinato lo sucedido a su madre. Sin embargo el Tribunal Constitucional (TC) no admitió a trámite el recurso de amparo interpuesto después de que el juez de Instrucción de Lucena número 2 y la Sección Primera de la Audiencia Provincial de Córdoba decidieran no autorizar la apertura de la fosa donde se suponía que estaban sus restos. La demandante contaba con el respaldo de la Fiscalía.
El juez Baltasar Garzón incluyó en el razonamiento jurídico decimoquinto de su auto de inhibición de 18 de noviembre de 2008, en la causa abierta por los crímenes y desapariciones del franquismo, este caso que había terminado en el Tribunal Constitucional tras ser archivada por la Audiencia de Córdoba en 2005.  El proceso judicial por la muerte de Ricarda Cobacho fue clave en la argumentación del juez.
El auto de Garzón describía cómo el fiscal del Tribunal Constitucional sostenía una tesis completamente opuesta a la del fiscal de la Audiencia Nacional en el recurso. La discrepancia entre los fiscales destaca la falta de coherencia y uniformidad en la aplicación de la ley, lo que puede generar confusión y desamparo en aquellos afectados por los crímenes del régimen franquista.
En 2017 murió Rocío Borrego Cobacho sin saber qué fue del cuerpo de su madre.